# 紐澤西收費高速公路
紐澤西收費高速公路（英文：New Jersey Turnpike）是一條貫穿美國紐澤西州的南北向收費高速公路。它的北段是I-95州際高速公路系統的一部分，客运量排名全国第6，也是全美最忙碌的高速公路路段之一，這是因為它在北邊連接紐約市，在南邊連接費城。這條高速公路的建造期是出乎人意料的短，從計畫開始到開放使用只花了自1950年到1952年短短的23個月就完成了，其設計也是高規格標準，例如高速公路全線都有12英尺寬的線道、10英尺寬的路肩、13個以著名紐澤西人的名字命名的休息站、以及從五十年代到今天都被認為是最完善的標示系統。美國著名的州際高速公路更以新澤西收費高速公路的部分設計標準作為其建造準則。

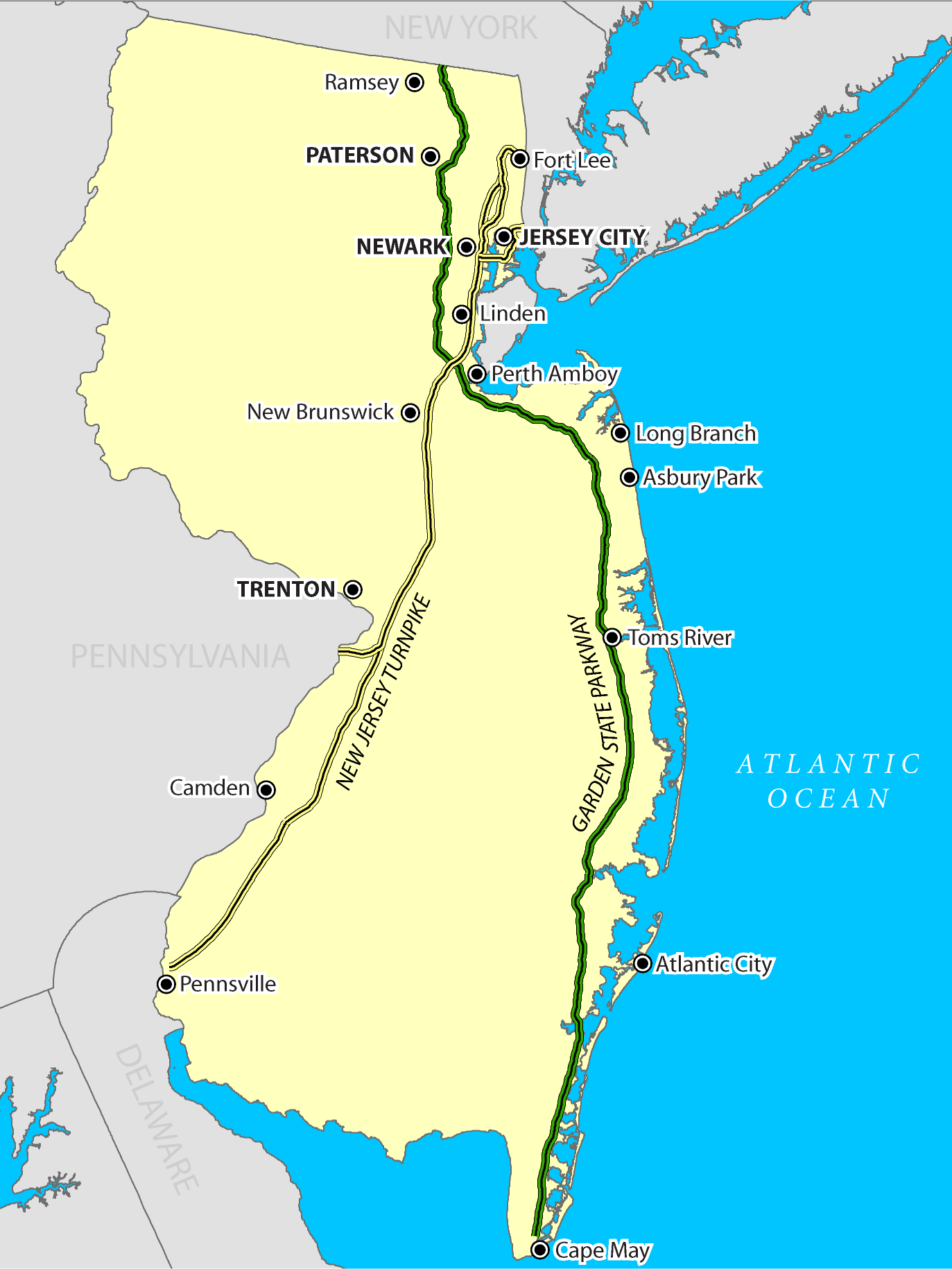
黄色路線為紐澤西收費高速公路路線。

长度196.98公里.